# S/2000 (1998 WW31) 1

Animação envolvendo a diferença de dois objetos com massas parecidas.

S/2000 (1998 WW31) 1, também escrito como S/2000 (1998 WW31) 1, é o objeto secundário do corpo celeste denominado de 1998 WW31. Ele é um objeto transnetuniano que tem cerca de 122 km de diâmetro.

## Descoberta
Ele foi descoberto em abril de 2001 por Christian Veillet e Alain Doressoundiram em imagens tiradas em 21 de dezembro de 2000 e 22 de dezembro de 2000 através de um observatório astronômico de Mauna Kea, localizado no Havaí, EUA. Os astrônomos Christian Veillet, Alain Doressoundiram e J. Shapiro são considerados seus descobridores. Outras imagens previamente obtidos por outros observadores foram utilizados para confirmar a natureza binária do objeto e para ajudar a determinar sua órbita.

## Características físicas e orbitais
Este foi o primeiro objeto binário descoberto no Cinturão de Kuiper (KBO). O mesmo tem um diâmetro de 110±12 km e orbita o corpo primário a uma distância de 22 620 ± 40 km.